# 9746 Kazukoichikawa
9746 Kazukoichikawa (1988 VS1) là một tiểu hành tinh vành đai chính được phát hiện ngày 7 tháng 11 năm 1988 bởi Y. Kushida ở Yatsugatake.